# ناپایداری ریلی–تیلور

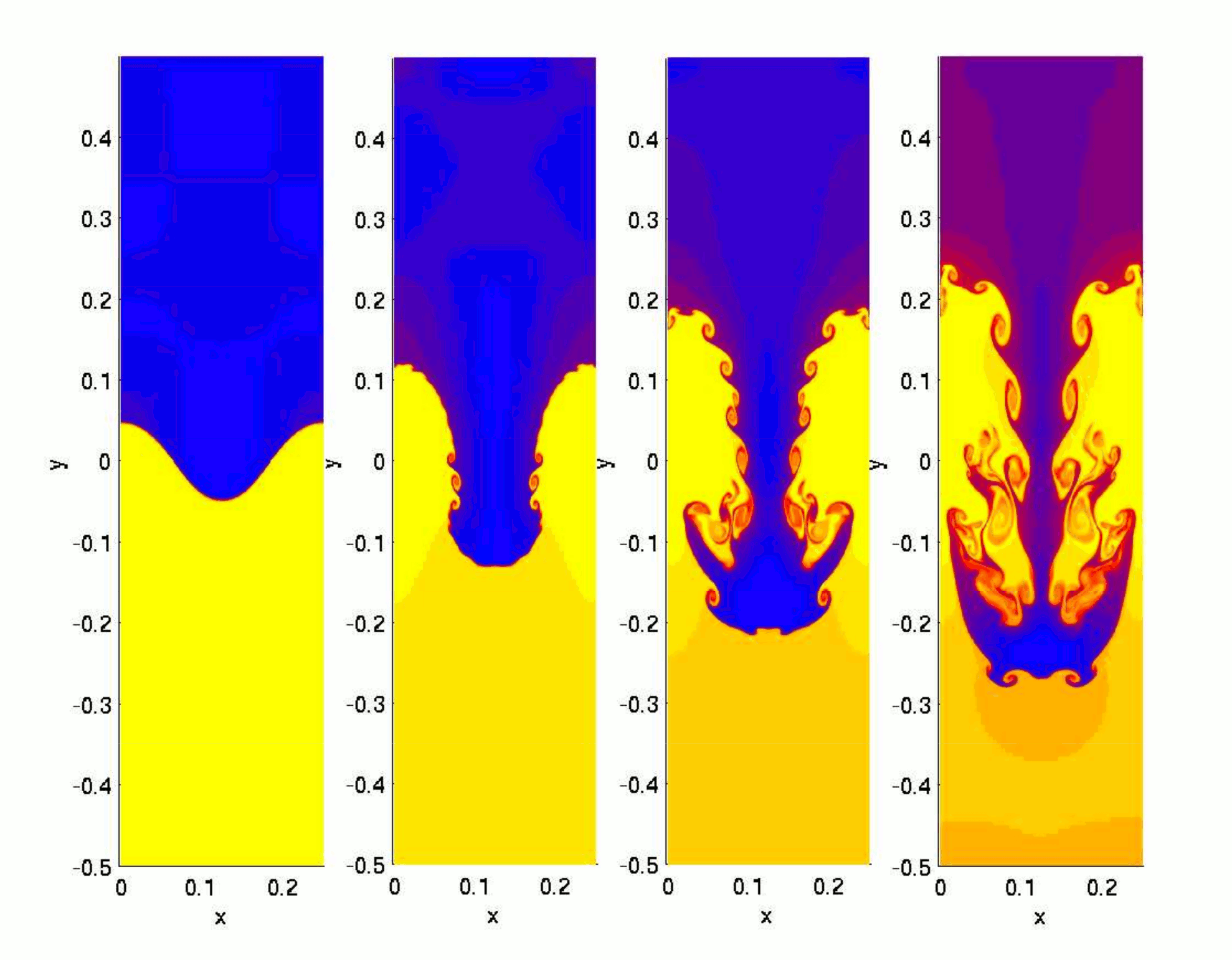
شبیه‌سازیدینامیک سیالاتی از یک نمونه ناپایداری ریلی–تیلور. به تشکیل ناپایداری کلوین–هلمهولتز در شکل دوم دقت کنید.

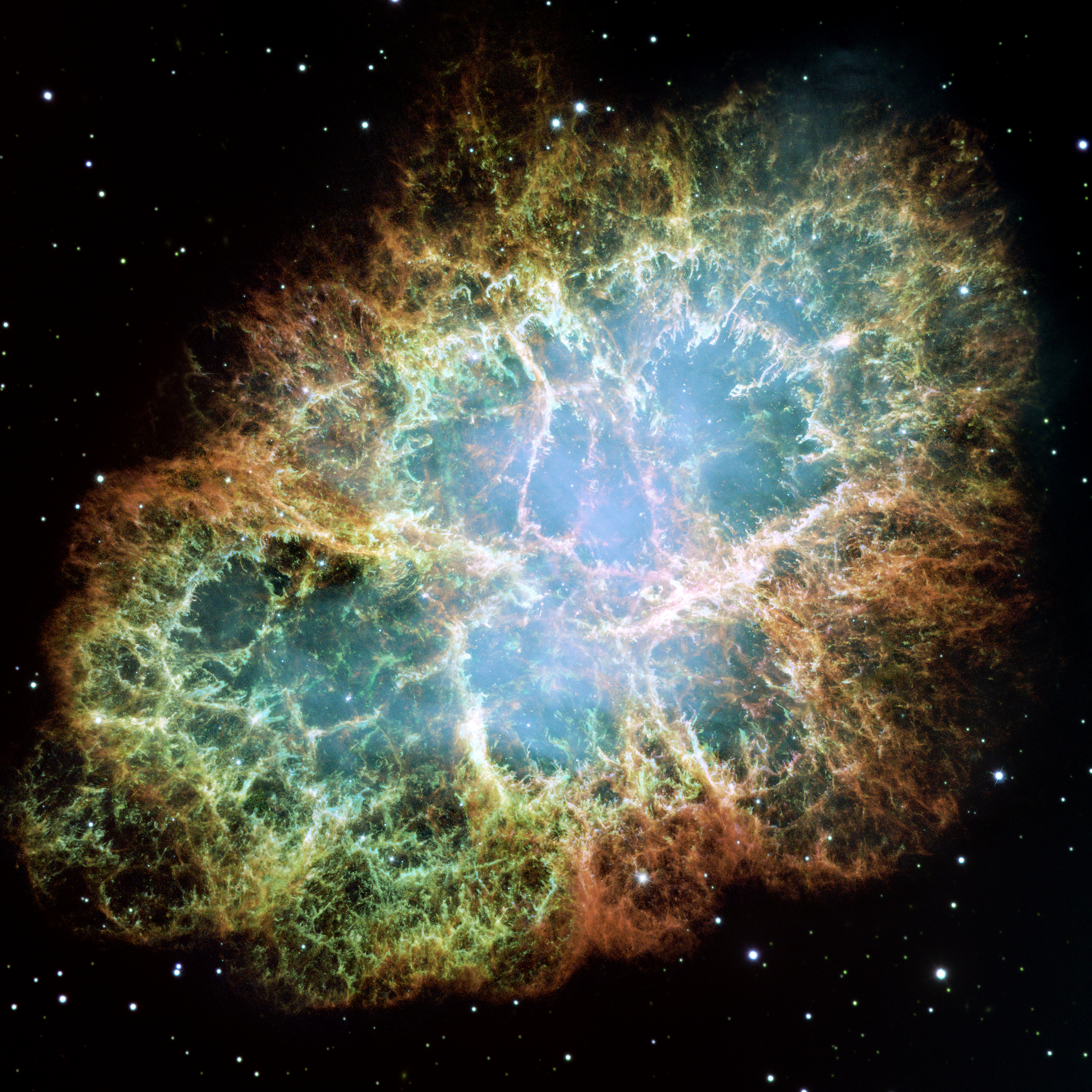
ناپایداری ریلی–تیلور در سحابی خرچنگ

ناپایداری ریلی–تیلور (انگلیسی: Rayleigh–Taylor instability) که به اختصار ناپایداری RT نیز نامیده می‌شود، عبارت از ناپایداری یک ماده میانجی میان دو سیال با چگالی مختلف است و زمانی روی می‌دهد که سیال سبک‌تر به سیال سنگین‌تر فشار می‌آورد. این ناپایداری به نام جان ویلیام استرات، سومین بارون ریلی و جی آی تیلور نام‌گذاری شده‌است.
رفتار آب معلق بر روی نفت در گرانش زمین، ابرهای قارچی مانند ابرهای تشکیل‌شده در فوران آتشفشانی و انفجارهای هسته‌ای اتمسفری، انفجارهای ابرنواختری که در آن گاز هسته در حال انبساط به گاز پوسته متراکم تر تبدیل می‌شود، ناپایداری در راکتورهای هم‌جوشی پلاسما و هم‌جوشی محصورسازی اینرسی از نمونه‌های ناپایداری ریلی–تیلور به‌شمار می‌روند.
ناپایداری ریلی–تیلور نه‌تنها در بسیاری از نمونه‌های زمینی مانند گنبد نمکی تا وارونگی دما، بلکه در اخترفیزیک و الکتروهیدرودینامیک نیز مشهود است. برای نمونه، ساختار این ناپایداری در سحابی خرچنگ آشکار است که در آن سحابی در حال گسترش باد تپ‌اختر توسط تپنده خرچنگ، در حال جارو کردن مواد پرتاب‌شده از انفجار ابرنواختر در ۱۰۰۰ سال پیش است. ناپایداری ریلی–تیلور اخیراً در جو بیرونی یا تاج ستاره‌ای خورشید نیز کشف شده‌است، هنگامی که یک زبانه خورشیدی نسبتاً چگال، بر روی حباب پلاسما با چگالی کمتری قرار دارد. این مورد شبیه ناپایداری‌های ریلی–تیلور مدل‌سازی‌شده مغناطیسی است.
بسیاری از مردم با نگاه کردن به لامپ لاوا شاهد ناپایداری ریلی–تیلور بوده‌اند، اگرچه برخی ممکن است ادعا کنند که در صورت دقت بیشتر، این پدیده به دلیل گرم‌شدن فعال لایه سیال در پایین لامپ، به عنوان نمونه‌ای از همرفت ریلی–بنارد محسوب می‌شود.